# 伊根町の地名一覧
伊根町の地名一覧（いねちょうのちめいいちらん）は、京都府与謝郡伊根町にある地名の一覧である。見出しは大字を、箇条書きは小字を示す。

## 日出
| - 小坪谷山ノ鼻 - 寺田 - 小坪谷宮田 - 小坪谷寺田 - 小坪谷 - 小坪濱 - 恵ゾヘ - ヤシキ田 - 猪ノ口 - 角田 - 折戸田 - ナワテ - ガラガラ - 杉ヶ坪 - トチ元 - 六反田谷外口 - 六反田 - カンダルキ - 丸山 - 菖蒲 - カツラ谷 - 赤道谷道 - 谷外の内赤道 - 谷外 - 尾崎 - 長尾 - 横枕林下 - 深田 - ウツヒ | - カバタハゲ鼻 - 横枕 - 猪ノ木ヶ谷 - 酒井田 - 惣分谷 - 猪ノ木谷 - 秋葉田 - 大開立 - カナクソ - 岩田 - 滝ノ谷 - 滝尾 - ソブ谷 - ソブ谷金グリ - 千代谷 - 大鳥 - 大鳥金比羅田 - 惣分谷金屋畑 - 亀井畑 - 金屋畑 - カバタ - 北中田 - 後田 - 中田 - 立田 - 濱田 - 観音田 - 森ノ木 - 塩汲場 | - 横濱 - 越前 - 横畑ヶ - 清水 - 嶽ヶ - 堂所 - 立畑ヶ - 穴ノ口 - ダケ穴ノ口 - 銚子口 - 立田 - 清水後田 - 谷田 - 針ノ木 - 滝ヶ鼻 - 大鳥坂 - 牛屋 - 大鳴 - 大鳴向井 - 今谷 - 今地 - 家ノ上 - 新濱 - ヲヽバセ道下 - ヲヽバセ - 宅地 - 宮ノ下 - 向イ磯 - ウヲミ | - ウヲミ道ノ上 - 奥ノ谷 - サガヘラ - 愛宕山 - 毘沙門 - 大谷 - 山崎 - 平田 - 大浦 - 山崎中ノ切 - 山崎上ノ切 - 六反向イ - 六反田イ子下ノ切 - 六反田イ子ノ下 - 六反田イ子口 - カンダルキ下ノ切 - カンダルキ中ノ切 - 菖蒲土井下ノ切 - 菖蒲土井下 - 菖蒲道ハタ - 菖蒲土井下下の切 - 菖蒲土井ノ上 - 菖蒲土井ノ下 - カバタ下 - 銚子口 - 船橋 - 小坪鼻 - 今谷口 |

## 平田
| - 小坪 - ショウブ - 南所直ヨリ下 - 南所直ヨリ上 - 北所 - 上ノ山 - ヨコハマ - 池ノサキ - 堂田 - 花田 - 伊賀口 - 伊賀口滝ノ上 - 伊賀口滝ノ下 - イガ口北山添 - イガ口北側 - イガ口川ヨリ北 - 摑グリ - 六助田 - 三右衛門田 - 清八田 - 大桜 - 小桜 - トビケス - 掛内 - 桜カベ - 長四郎田 - 道ノ向 - 大ベラ - カキ内 - 出合 - 千丸道ノ下 - 出合清八田 - 柳ヶ谷 - 千丸 - 金石原 - 大谷 - 四國ヶ谷 - 地藏山 - マムシ谷 | - ソブ田 - 浦田 - ビワノコウ - ムクロジ山 - 伊根元 - 障子谷 - 大原口 - 高ヘラ - ウスノキ - トビ渡 - 甲毛 - 奥溝ノ上 - 奥溝ノ下 - 奥溝 - ヒヨウシカ谷 - 墓ノ下 - ヒイラ - 墓ノ下別所 - 墓ノ上 - 別所 - 三ツ町 - 松川田 - 長右衛門田 - 八ヶ崎 - 向山 - 別フ - 大成ル - サヤダ上ノ切 - サヤダ下ノ切道ノ上 - サヤダ下ノ切 - 横濱 - 七面山 - 鳥屋 - 横濱道ノ下 - 鳥屋ノ上 - 大ナル - 網場ヶ崎 - 口ノ合 | - 寺田 - アキヤダ - カニ切 - 大ウラ - 嶽ヶ - 大成柿ヶ谷 - 大城 - 柿ヶ谷 - 烏ヶ岳 - 鋒ノ尾 - 大浦 - 日出畑 - 銚子口 - 大浦坂 - サガ尾 - トノ坂 - ヨセカケ - ワリグリ - 奥乃谷 - 大下タ - 魚見 - 平ラ林 - ハセノキ - モメンヤ畑 - 姥ヶ懐 - クロチ - イ子ケクビ - 茶前ノ上 - 雀喰 - 黒地濱田 - 日出ヶ谷 - 立石 - 石ヶ谷 - 中ザキ - 南所家ノ上 - 南所道ノ下 - 横濱田ノ上 - 三十代 | - 宮ノ下 - 南所 - 日出田 - イガロヒヨフタングリ - イガロ川ヘリ - イガロ奥 - 出合向ヒ - トビカラス - 金石原南山添 - 千丸西山添 - 金石原中 - 大谷口 - 大原口道ヨリ西 - 別所道ヨリ西 - 別添 - 別所東小谷 - 別所谷 - 別所上切東山添 - 別所道ヨリ東 - サヤ下ノ切 - 別所東山添 - 松川田一ツ町 - 大成道ヨリ北 - トヤマ上 - 黒地小屋谷 - 奥ヶ谷 - 坂尻 - 地藏山 - 上ヒワノコー - 道ノ向 - 家ノ山 - 宮ノ横 - 魚見ノ横 - 大下ノ森 - 戸屋 - 向井山 - タカヘラ引続伊根元 |

## 亀島
| - 後山 - 亀井 - コシマイ - は志田 - たにがえ - 尾崎 - 山の鼻 - とね田 - ほり田 - 下坂川ばた - かねつき - かは田 - 寺田 - 三右衛門田 - たて田 - おく田 - ながはま田 - 板や田 - よこまくら - そぶ谷 - 忠右衛門谷 - 金ヤ - いね口 - 金や谷 - かなや - わだ - 大鳥坂 - 汐汲バ - いまじ - 和田 - 山ノ鼻 - 千代谷 - 小岩尾 - 横枕 - 瀧坪 - 和田上ノ分 - 和田下ヨリ - ソブ谷トビチ - 上山サキ上 - 山サキ上 | - 瀧田の上 - 瀧の下 - 瀧の上 - いなば - 大鳥 - とりご志 - だけ - 愛宕山 - 鳥越 - タケ - やすみば - 高梨峠 - 高梨 - 宮下 - 宮ノ横 - 向梨 - 奥ノ谷 - 馬の背 - 宮ノお - みなみ峠 - 千代谷 - 四國ヶ谷 - 四國 - ウラ谷 - 金石原 - 浦谷 - 地藏山 - 千丸 - 鳥屋 - 向山 - ハカノツメ - ソブ谷 - 別所 - 七ツ町 - 細ミチ - 下山サキ上 - 山サキ下ノ切 - 角田上 - 角田下 - 谷カヘビ切下 | - 奥田 - 横濱 - 松川田 - サクラガヱ - 寺田 - ヒイオ - 中田 - 林ノ下 - 陽ノツメ - イガ口 - ミチノ下 - ヤナギガモト - 伊根口 - 甲毛 - タキガサカ - 鳥尾ノ上 - 柿ヶ谷 - 蟹切 - 大浦 - 大成 - カラスガ嶽 - サカジリ - フカ田 - トノ坂 - ナカ尾 - カケアガリ - 濱中田 - カイヤ田 - 藤ノ木 - 大浦道ノ下 - 割栗 - 寄掛 - ナカオ - ウキグサ - カメグリ - 谷カヘ川バタ - ホリタ南フチ - ホリタフチ - 下坂川バタ - 下三右衛門田 | - 奥ヶ谷 - ハナノキ - イヶ田 - 大下 - 蛇ノ池 - 姥ケフトコロ - 平林 - ヲテ山 - 伊根ヶ首 - 向クロチ - ヒデガ谷 - ウメノキ谷 - 濱中田 - 中田 - アカ田 - 上中田 - 七マガリ - 寺ノ上 - アジヤ上 - 石の谷 - やすみ石 - かるび - なかざき - 向かるび - かうご - くわべら - うちわしの - 外わしの - 石の谷 - あおしま - カバタ - 千代谷口滝田附 - 小岩尾ノ下 - 滝田道両方 - タキ田上ヨリ - ナガハマタ - 下カ子ツキ |

## 大原
| - 溝ノ下 - 道ノ下 - 尻ノ下 - 髙山 - 長シロ - 尻ノ上 - 明ブン - 髙山畑通り - 岸田 - 橋詰 - 長濱田 - 髙山道ノ下 - 松元 - 松本 - ソリコ - チハノ坂 - チハノ阪 - 梨ノ木縄手 - 稲木町 - コミナロ - 竹ノ口 - 奥谷口 - 奥谷 - 下奥谷 - 地藏堂 - 岡ノ上 - 寺ノ下 - 西方 - 宮ノ下 - ダゲ - イナキ町 - ダケノクチ - 下奥谷 - 滝ノ上 - 岡之上 - 下ヲリ谷 - 岡ノ上 - 下地 - 家ノ上 - 元ヤシキ - 藏ノ後 - 堂ヤシキ - ヲホガ谷 - ミスマ - 谷ヲク - 向山ヲク - 家ノワキ - 家ノ奥 - 家ノキワ - 北ヤシキ - 丸山ノコシ - 向山口 - 丸山尾 - コサ峠 - カジヤ - カジヤ道ノ上 - カジヤ道バタ - カジヤノ尻 - 深田 - 西ヶ谷 - 見女ジ - ハカノヲ - 丸山道ノ下 - 丸山下 - 通り畔 - 寺ノ下タ - センナミ - ヨウ谷 - シイノコダケ | - 当上 - センナミ - 大カメ田 - 墓ノ前 - 見女地 - 前田 - 沖田 - 通り畔 - 川端 - ミスマ - ヲボガ谷 - 元ヤシキ - 家ノ下 - 深田 - 丸山下 - 向山口 - 向山 - 丸山 - 丸山の腰 - 丸山ヲク - 小田峠 - カジヤ - 西ヶ谷 - ヤシヤ - 丸山道ノ下 - カシヤ道ハタ - 寺ノ前 - 堂ノ下 - 家ノ下 - トウジョ - 大カメ田 - 谷垣 - 東畑 - 堂谷 - 寺ノ上 - ヨウ堂 - 森ノ後 - シャク谷 - 阪元 - 池ノハタ - 家ノ下タ - 藏ノヲテ - 板之稲木場 - 家ノ前 - 家ノホテ - 池ノ上向 - 池ノキワ - 村中 - 池ノ前 - アタコ山下 - アタコ山 - 屋敷 - 堂之上 - 上ヲク谷 - 峠坂 - 薬師堂 - 赤峠 - 道ノ上明屋敷 - 家稲木場 - 赤峠坂 - トウケノヲ - 峠ノ後 - 峠ノ後道ノ上 - 峠後山添 - 峠道ノ上 - ヤシキノ上 - カクレヲ - 南山 - ハチガク | - 上地 - 森ノ後 - 谷垣 - 盛ノ後 - 池ノホテ - 藏ノヲテ - 池ノ上 - 池ノハタ - 池ノキワ - 池ノ向 - 家ノ前 - 家ノキワ - 寺ノ上 - 東方 - 寺ノ下 - 堂谷 - 堂ノ上 - ヨヲ谷 - ハカノ谷 - 大下 - ゾウシキ - ババ岩 - 岩元 - ヒヤノコウ道ノ下 - 古川 - ハシカ谷 - 大下モ道下 - 大下モ道上 - ヒヤノコ - ヤナキワラ - カクレ畑 - フナクゴ - ビクニイワ - シノノクワ - シイノコ - フナクコカシラキリ - フナクコ下切 - フナクコ - フナクコ大ダナ - ビクニ岩 - 穴之口 - サカヱ - 境之尾 - コウモリ嶽 - 南谷 - タン田 - 水之元 - 重ジキ - 道善田 - 岡ザキ - ツルバ - ソリノハメ - タンダ - ツヱ - クワノキ - アカクリ - ヒタニ岩 - ヤブタ - 柳畑ヶ - ヨコ道 - 正ケッカ - ゴロダ - コシキ岩 - 薮田 - 岩前 - ツルバ - イクラ峠 - ハナゴ | - ヱドロ - ヱト - ヒヤノコ道上 - 下ヒヤノコ - ヒヤノコ川端 - 杉元 - 坊主岩 - 榎ヶ元 - アイダクチ - ハシカ谷クチ - ハシカ谷口通リ - 墓ノ谷 - ホソザコ - モリノシタ - モリノ上 - 二之谷 - 二ノ谷口 - ガマガハラ - 二ノ谷ヲク - アハラ尻 - 道ノ上 - 一之谷 - 一ノ谷口 - 溝ノ上 - 長シロ - コヱクビ - 橋ノ下 - メイブシ - コシナクチ - 小クリワラ - コクマ - 立カベ - シヨカベ - シヨカベ道ノ上 - ショカベ道ヨリ下 - 立カベ道ノ上 - 立カベ下ノ切 - 立カベ先ノ切 - 立カベ道ノ下 - ショカベ山添 - 立カベカヽり - 立カベ道上下 - カベ - サキカベ - ナガサク - 中サクノ濱 - クゴリ - 大畑濱 - クズベ - シヲクミ濱 - 大畑 - イクラ峠 - クスベノハナ - 大ハマ - 大ハマ山ノ下 - 赤サキ - 狐ツカ - 狐ツカ道ノ下 - 野曽 - 山ブロ - 峠ノ後 - 滝ノ上 - 滝ノ下 - スゲ谷 - 平田道 - ハカノ谷 - ヨコダケ - カシヤ - ノゾ |

## 新井
| - ヲリト - 染田谷 - アシハラ - 柳原 - 古尾敷 - 谷田 - 干原 - 金棒 - 津母田 - 了管田 - クコ田 - 鴨田 - 中田 - マツザキ - 溝尻 - 田之シリ - 沖田 - 四拾田 - 北田 - 福田 - 白瀬 - 水之元 - 大畑ヶ - 小田石 - 大苗代 - メコト岩 - 中㽗 - 横ゼ | - 岡崎 - イナハサキ - 大戸川 - カラミ堂 - 竹ノ渕 - 大ガミ - 小石原 - 大城 - 大シロ - 大マカリ - 重敷 - 仲サヘ - アゲノ上区 - 寺山 - 上ヶ - 野ノ元 - 立道 - 平岩 - 家乃下 - 倉之石 - 谷川 - ナワテ - 防之川 - 七目返リ - 向ヒ - 谷川下 - 坪江 - サイノマエ | - 札場 - ダント - 上ノ段 - 後ノ段 - 浜ノ上 - 下地段 - 下ノ段 - 松川 - 子ブシ - イヘノコサコ - 荒堀 - 宮ハコ - サイノマヱ - 穴ノ下 - 上子ブシ - 兜山 - 長谷 - 家之コザコ - 家ノ崎 - シンカク - ヱノコサコ - サイノマエ - 堂ノ後 - ゴウブク - ヲヽク - ヲヽナル - 休場 - 横畑 | - 休場下 - ハチガク - ハゲノマエ - 大林 - 上ヲヽク - シイノクボ - コウモリ阪 - コウモリ - 大ナル - 大成坂 - 大ツカ - 池之山 - 寺堂 - 立道 - 荒神 - 家ノ山 - 棚畑ヶ - 堂山 - 北山 - 松ヶ尾 - ナデイワ - 休場向ヒ - 周津 - キツ子岩 - タハラ - 松ヶ尾 - 小田石 - ダハラ |

## 泊
| - 山ノ口 - 伊根口 - 流田 - 大町 - 小橋詰 - 宮脇 - 塚ノ前 - 塚ノ下 - 宮ノ前 - シンゾ - 家ノ山口 - 家ノ山 - 家地 - 家ノ横 - 小池ノ尻 - 池ノ横 - 池ノ前 - 池ノ上 - 大泊 - 寺ノ下 - 後田 - 丸町 - 橋詰 - 大泊濱 - 宮ノ向 - 用谷口 - 火ノ口 - 用ケン田 - 伊根屋口 - 八郎田 - 柿木原 - 京間 | - ウツキケ谷 - 仲畑 - 仲畑口 - 舩ヶ谷口 - 直ノ堀 - 小丸山 - 岡田 - 後山 - 竹原口 - ウサギヶ畑 - 清水田 - ウサギ畑 - 金尾石 - 桃ノ木 - 鼻ヶ尾 - 用谷奥 - 青木ヶ原 - 奥茶々ヶ谷 - 宮ヶ谷 - 茶々ヶ谷 - 岩ヶ下 - 店畑ヶ - 桃木 - ボヲズ畑 - 岩ノ下 - 竹原口 - 竹原 - 坂畑 - 向田谷 - 向田 - 舩谷口 - 舩ヶ谷 | - 知原 - 立 - 横路 - 小泊リ - 荒神山 - 家ノキワ - 山根 - 家ノ上 - ナメラ - 小屋ヶ谷 - 中尾 - 小谷 - 尾谷 - 平岩 - 横道 - 撫岩 - 休場 - 休場谷 - 滝ノ下 - トチ坂 - 松ノ峠 - 高平 - ヲテ - ズヱ - 小嶋 - 大店 - 丸山 - ムクノ木 - 仲道 - 瀧ノ下 - 丸山谷 - 称付 | - 谷畑ヶ - ヒエ田 - 土圓 - 成ル - 松木畑 - 石ノ下 - 立畑ヶ - 濱ノ平 - 白サキ - タモノ木 - カギ - コンタ切 - 石ノ横 - 石ノ下 - 横畑 - クワガヱ - シエズ - 三本松 - 松ノ峠 - 三ノ助 - サルノ口 - ノロセ道 - マトバ - 奥 - 上奥 - 下奥 - バンダ - シンゾ - 仲山 |

## 津母
| - 上地 - 川ノ上 - ジュシキ - ムカイ - 寺ノ上 - 寺ノ下 - 小川 - 中田 - 中手 - アンジヤ - ツチンド - ショウブ田 - ヨシカク - 中田 - カツラ谷 - 平三郎 - 崩 - ドウシキ - 大谷 - 三ツ町 - 寺道 - 山ノ谷 - アカハゲ - 脇株 - 出合 - ソン谷 - 大谷口 - カシケ谷 - ヲヤスバ - カツラ谷 - 舩坂 | - コマリ山 - シュド - クロ山 - イリコ谷 - 谷畑ヶ - 大ハゲ - スケ田 - 池田 - テバシ - スケ口 - ヲチ町 - 池ノ奥 - 池 - 此上 - 家ノ上 - ハザコ - ノボリ立 - ハカノサガ - 茶ノ木 - 三治畑ヶ - サカイキ - ヤワタ - ヨコシナ - 大成ル - フタマタ - 立畑ヶ - 石原 - モリヤク - ヨコ畑ヶ - 糀畑ヶ - 蜂ケフロ | - ヨウラ - 田原 - 桑ガヱ - 中ヨウラ - 大坂 - ダケガ下 - ホド原 - 大クゴ - 大久保 - カサハヤ - 茗ヶ谷 - ムサシ - 大山オリ口 - 大山 - 大山登リ - 大山上田 - 大山下 - 大山ノムカヘ - 大山明ブ谷 - ゴキサラ - オテ谷 - クヽリカ成ル - 高シ - 水谷 - クラ畑ヶ - ザトウ - ニイ田 - 大畑ヶ - オリウネ原 - 高平 - イナキバ | - 家ノ上 - 四方 - 稲木場後 - ヒチリ川 - ツチンド - 上松原 - 柿ノ木原 - 桂谷 - イノキ - ヲチ町 - 大林 - ナカイマ - シヤト原 - 大谷原 - 小谷 - 大谷 - 一本松 - 出合 - サクラ - ヨコ道 - 大クゴ - ドワン原 - ヨコ道 - 松尾 - 大平 - スケ田 - 風ルヤ - クコウ - 高山 |

## 峠
| - ヲトシ - 子コジ - 子コジノヲネ - 大門 - 中田 - ボウ山 - コウ - 大道奥 - 大師前 - モリ - ウシアケ - 林崎 - 岩前 - サイ谷 - 大坪 - サイノ峠 - ヲク - ヨコヲ - ヘツイ - ホヲシ谷 - 奥小谷 - ヲリカケ谷 | - 上奥 - ナル - ナル道ノ上 - 奥ノ谷 - フナリコ - 西山 - ヤケ田 - ナリ坂 - 大道 - トクヱン - 一パイ水 - キコンボ - コモ谷口 - ツモ田 - トクヱン - 堂ノ下 - シヨンボ - シヨンボイ子ダ - シヨンボ谷 - 学ノ堂 - ヤヒチ口 - ヲトガイ | - 本谷首 - ボズダ - 本谷 - ボウズダ - 本谷奥 - カウツ谷 - キミチダ - サルコベ - 四ツ町 - 本谷口 - 寺谷 - クラマ谷 - 畑ノ谷 - ヤナクゴ - ウルシ谷 - 小松谷 - 打越 - 大谷 - 小谷 - 打越大谷 - 打越小谷 - 打越大亀谷 | - 上ハタ - ハタ - 宮ノ上 - 宮ノ谷 - 宮ノ前 - 向井垣 - 上ノ山 - 上山 - 中尾 - 分上谷畑 - 分上ノソラ - 分上 - 湯口 - アラボリ - カジケ谷 - 坊山 - フナイシ - ヲカ田 - 二ツ川 |

## 畑谷
| - ハッケ - クニチデ - 薬師出 - 野田谷 - 八角 - 仲田 - 上畑 - 大成 - ナシノ木谷 - テ々田 - 井根垣 - 大畑 - ヤナクコ - 向イ - 縄手ノ下 - 石原谷 - ドカワキ - 大道垣 - 今ヶ谷 - 清水ヶ谷 | - 原ヶ谷 - 宮ヶ谷 - 下畑 - 宮ヶ谷 - ヲカ - 家ノ上 - 上地 - 下地 - ガマケ谷 - 辨当坂 - 奥ヶ谷 - ハヘヶ谷 - 矢吹ヶ原 - ハヱヶ谷 - クロカク - 仲溝 - 溝ノ上 - 大タモノ浦 - 大タモ - 打越 | - 仲地 - 前田 - ナワテノ下 - 惣ヘツ - クゴ田 - 赤禿 - 畑ヶ谷 - ヲウ - スキ崎 - クボ田 - トヨ口 - クゴ谷 - イノ木 - 墓ノ前 - 墓ノ鼻 - 松原 - スヘノ谷 - トヨ口 - 墓ノヲテ - 墓ノ向 | - 尾 - 堂田 - 岩尾 - 薮ノ成 - 下田 - カラタモ - 二本松 - グミノ木谷 - 尾 - 茶ヱン - 墓ノ上 - 八百田 - 向イ - サクラケハナ - トチノ木谷 - 大道垣 - 溝ノ上 - 溝ノ下 - 仲田 - エノ木ヶ平 |

## 井室
| - 大谷 - 縄手 - 松ヶ下 - 深田 - スケ田 - 壱升米 - ハチガク - 登リ立 - エヒソヱ - 伊根口 - イノ口川西 - ヤクシノ向 - ヤクシノ向川西 - 見行谷 - 谷山 - 谷山堂 - 谷山森ノキワ - 谷山口 - セケナ - 古屋敷 - 岡ヤシキ川原 - 家ノ上 - イ子ヤ口 - 細谷 - コモ谷 - カイモリ - ヤフノフチ - 谷山口 - 小谷坂 - 小ダニ - ジヤウ - 小谷口坂 | - 堂ノ上 - 家ノキワ - モミノコ - アラホリ - マツバタ - マヱカキ - ヲクノ口 - 奥 - 細谷奥 - ノタ谷 - タキ谷 - タキ谷口 - キヨジデン - 長溝 - ヒシリ - ヒシリ下 - ノホリ立 - 播磨谷 - 辻堂ノ上 - ノキミダニ - 天王 - マツチ - 家ノ向 - 岡ヤシキ - シンカ岡 - 家ノ下 - コヱクビ - 茶園 - 岡ヤシキノ上 - 辻堂ノ下 - 辻堂ノ前 - 梅カクリ | - マツチ口 - 大真土 - 天王道下 - 堂道下川原 - ナル垣 - シヤ谷 - 柳原 - 舟谷 - 峯 - 舟谷奥 - 湯口 - 嶋田 - 上ヶ谷 - ワタリ上 - スケ垣 - スケ垣鼻 - 上ヶ谷奥 - 地獄谷 - ヲコシ - 尾越 - 米地 - 藤巻 - イミキ谷 - 真土口 - イ子口 - 舟谷川原 - 舟谷川西 - 舟谷口 - ハカノ下 - 山ノ下 - 七日七田 - 寺ウラ門 | - 庄治ヶ成 - コモ谷 - 京ケシリ - 寺墓 - 寺屋敷 - 寺ウラ門 - ヒコ畑 - 宇呂 - 大成坂 - 大成 - ヤブノフチ - ハケ - イ子ヤホシ - ヨウ谷 - 東坂 - 辻ヲク - 辻 - 桐ノ木 - サコ - 立畑 - 尾越 - イ子ヤ - 講田 - 講田ノ上 - ウロ - ウルシハタケ - 寺彦畑ケ - ヨコハタ - ヒジコ - ウロ道ノ上 - ウロ道ハタ - 寺ウロ |

## 六万部
| - ハゲ - サコ - マガリ - 大谷奥 - マカリ下 - 大谷 - 赤松ヶ谷 - ナワテ - 深田 - 中深田 - 上深田 - 家ノ下 - 堀口 - 見行谷 - 城 - イリノオヽ - カイモリ - 谷山 - 谷山口 - ヤブ下 - 谷山奥 - シセ - 東阪 - 法平ノ前 - ヤブ下坂 - ヤブ下ノ下 - ヤブ下上 - イ子町 - 一杯水 - 木戸口 - タキ谷 | - モミノコ - コヘクビ - 新ヶ岡 - 長溝 - 辻堂ノ下 - ユクチ - 上ヶ谷 - 助垣 - 魚ブチ - コモ谷 - フシマキ - 下コモ谷 - 舟畑ケ - 子ヤヲ - 舟畑ケ向 - 要谷 - ヨスケ谷 - 用谷奥 - 大成 - イ子ヤオヽ - 梅ノ木 - 扇畑 - 辻 - コオクゴ - イチゴモリ - ノタ谷 - 長溝ノ上 - 長溝ノ向 - ナカミソノ奥 - 湯右谷 - 柳原 | - 辻オテ - ヤシキ - 丸山 - 松ノ木畑 - 登立堀田 - ノボリ立 - イネヤ - カワラケ - 下イ子ヤ - 家ノ向 - 家ノ向ヰ - ビヤズケ - 大谷道ノ上 - 井室地 - 赤松ヶ谷 - ヘダラオ - 休場 - 大谷道ノ下 - カイオケ - 天王田 - 家ノ下 - 道町 - 大伊根 - 上松ヶ下 - ユ口 - マヅチ - 柳原ノ上 - マツチ道ノ上 - 上細田 - 松ノ木畑 - エビソヘ | - 寺ノ上 - カン谷 - イ子ヤ - 深田 - 家ノ下川原 - 宅地 - イ子口 - 家ノ上 - 梅ノ木 - ヲテ - 家ノ横 - オテ - 茉崎ノ前 - オドリ町 - 石橋 - ヤクシノ上 - ヤクシノ下 - ハカノ上 - 上深田 - 薮下 - 石橋川原 - ドヲブ - 上深田ノ上 - ヤブ下川原 - カワラケ - クコタ - 下細谷 - 山ノ下 |

## 本庄上
| - 丹波ショウ - 舟岩 - 丹波上 - 来スノ河原 - 岩下 - カヤト - 野尻向 - 大平 - 西光寺 - 野尻 - 魚見 - 権下 - 後河原 - 四谷 - 四谷口 - 四谷高尾 - 城山 - 奥 - 久保谷口 - 殿村 - 毘沙門下 - 今田 - 上野 - 家下 - 寺坂 - 火谷 - 仲竹 - 滝谷 - 滝山 - ユウリ - トフザ坊 | - 佃田 - 天神下 - 白崎 - ヒジキドウ - ヒゼン河原 - 小前田 - 家ノ下 - タキ谷前 - 火谷口 - タキ谷 - ミイヤ - ユウリ - 小曽布谷 - 曽布谷 - 宇治大成 - ヲニ山 - 桜 - 欠田 - 舟原 - 権下 - サカゴ下 - 成ル - ヲカノナル - 小谷 - 向田 - 紙袋 - アトサシ - 横瀬 - ヤクシ谷 - トチタル - 大ナル坂 | - 井室谷 - 長谷 - 馬ダヲシ - 奥田 - 亀屋 - 寺谷 - 行釋 - 打越 - コウデン - 小谷口 - 笹尾 - 本堂坂 - コバシ - 平野河原 - 行所 - キソダ - 向川原 - 大成 - キソヲタ - 今田下 - 鳥越 - キソフダ - 平野 - 松ヶ谷 - 壱ツ町 - トチダル - 上ノ宮 - 向山 - コウデン - カン袋 - カイタ尻 | - 堂座 - ヨコゼ - 大工山 - 須川 - 内ヶ森 - 東魚見 - 西魚見 - 舩原 - 碑前川原 - 横枕 - 日月堂 - 東家下 - 西家下 - 坂山 - 大井 - ノシリ - アフミガ原 - アフミ - 四谷 - サル平 - シンカ坪 - クホタニ - 奥 - 中屋 - 城山 - 日谷 - 地蔵殿 - ノリイ - ノシリ - ノシリ向山 |

## 本庄宇治
| - ツク田 - 欠田 - 滝谷 - 滝ノ前 - ユリ - 小曽布谷 - 福田 - ドウサ川原 - 尾崎 - 縄手 - 内ヶ森 - 曽布谷 - 畠ヶ添 - 矢長坪 - 小曽布谷奥 - 小曽布谷 - ユリ - 曽布谷 - ノボリ立 - ボウノ木立 - 仐 - 池田 - 平谷 - 小谷下 | - 小谷 - 宇治川 - 向山 - 奥河原 - 家ノ前 - 松葉下 - コウロ下 - 岩ヶ下 - 松本 - 堂ノ腰 - 猪口 - 湯ノ口 - 堂ノ上 - 森ヶ下 - ヤトノ垣 - 上石 - コビテ - 滝ノ下 - 清水原 - ハヘ滝 - 奥ノ谷口 - 越坂 - 岩鼻 - 大作 | - 河森 - 宮端 - 丸山 - 水ノ手 - 金畠 - 魚梁ヶ谷 - 家ノ上 - 赤ハケ - 下ノ成 - 小見小山 - 大杉 - 小見山 - 池成 - 牛屋口 - 曽布谷 - 曽布谷上 - 大師 - 家ノ下 - 善三ヶ谷 - 大曽布谷 - 家ノ横 - 土蔵 - 家ノ後 - 今井ノ上 | - 大成 - 須川 - 由布里 - 桜 - 内ヶ森 - 縄手 - 尾崎 - 宇治川 - ダイシ - 家ノ腰 - 大作 - 牛屋 - 岩ヶ下 - 森ヶ下 - 奥川原 - コビテ - ハイ滝 - 岩鼻 - 大林 - 河森 - シロノ尾 - 平谷 |

## 本庄浜
| - ウヲミ - サコガ下 - 内ヶ森 - 小谷 - 畑田 - 宮ノ後 - 福田 - 浦島 - 須川 - 門ノ下 - 杉縄手 - 宇治前 - 大薮 - 長尺 - 岩ヶ下 - 奥河原口 - 奥河原 - ワウメ谷 - 藤八谷 - 荒田 - ヲニ山 - 風鼻 - 弥右衛門ヶ谷 - 池ヶ平 - 高杉 - 地蔵続キ - 長理場 - 岩内 - 小濱 - 港縄手 - 門前縄手 - 茶円 - 奥ノ山 - アゴバ - 一ノ谷 - シロイシ - ヲウシガ谷 - 清五郎谷 - 大谷 - 義平田 | - タモノ木 - 佃田 - 溝尻 - ツリバリ - 半兵衛谷 - 右川 - 今田川原 - 家ノ下 - 舟クボ - ウジ表 - 水分場 - 嶋田 - オノ向 - 港縄手 - 屋敷ノ外 - 門前縄手 - 小濱ノ上 - 家ノ上 - 堂下リ - 清水谷 - マゼ - 濱荒 - 港谷 - 本庄坂 - 端脇 - 大谷 - 宮バシ - シンジヨボ - 清三郎谷 - 長者屋敷 - 奥畑 - 牛之尾 - 菅田 - 門ノ上 - 糀山 - 清水谷 - 登リ立 - アカハゲノ上 - 才石畑 - ダケ | - 平ノ川原 - 滝之前 - 梅木谷 - 段ノ山 - 奥地 - 岩内 - 堂ガシ - 山崎 - 下ノ宮 - 糀坂 - 山見谷 - 桂松 - 白石 - 高野ノ谷 - タケガヘラ - 上大成 - 大成 - 下大成 - 下ダブラ - 大工山 - 出口 - 出口下ノ切 - 上ヶ石 - 壱町田 - 瀧ノ前 - 福田 - 桜 - 馬場先 - 鞨皷 - 塔ノ後 - 溝畔 - 一本杉 - 長田 - 一町田 - 宮ノ横 - 寺ノヨコ - ハシツメ - 村ノ内 - 郷蔵ノ後 - 門前宮地 | - 欠田 - 曽布谷 - 門前 - 宮ノ下 - 口地 - 港谷 - 森ノ下 - 屋敷ノ外 - 段ノ山 - 梅木谷 - アカハゲ - 上ノ山 - カクチ - 港奥地 - 白屋 - 地蔵縄手 - 島田 - 長田 - ヒキマ - 本店坂 - 丸山 - 大谷平 - 牛ノ尾 - 鳥越 - 門ノ上 - 糀山 - 山崎 - ドウガヘシ - 山見谷 - 高野ノ谷 - 竹ガ平 - 鯛山 - 下大成 - 下タウラ - 須川 - 奥河原 - 宇治表 - 池ヶ平 - 奥ノ山 - 愛宕山 |

## 野室
| - 家ノ上 - アゲシ - ソヲリ - 門サキ - 愛宕ノ下 - 仲タブ - 高砂 - 濱バタ - 長嵜 - ダン - 川ノ向イ - 川ノ向 - 長尾 - 松バシリ - シイノキ峠 - フタマタ - 火吹谷 - ニウバノ下 - 仲山 - ワサ田 - ワサ田ノ下 - 林ノ下 - 池ノ尻 - フカ田 - 寺田 - 宮ノ前 - 堂ノ後 | - マツノキ畑 - ヱノ向井 - 前田 - 上田 - 石町 - 堂ノ前 - ドヱン畑 - ヱノ下 - モザ畑 - ヤブ - 廣〃原 - サガリ - 谷 - ヱノ上 - 東山 - 峯カエリ - 大ガヱリ - 立テ畑 - 下城 - 愛宕下 - 坂リノ向 - アミバガ崎 - シケ一 - コホカ林 - ハチガコ - 浦ヶ峯 - ガマガヲ | - 高石 - タカサコ - 赤畑 - 三郎五郎 - 角ト畑 - 前ヶ濱 - ミスマ - 溝ヶ尻 - 九郎右衛門原 - 船付バ上 - 上濱 - 金ピラ - 長ツラ - 仲ゼ - 宮ノ後 - 井モリ谷 - 井モリ - 井モリサガ - ソヲリ - 堂ノ原 - 向井原 - ソデ - 九良右門原 - ドッタリ - 横畑 - 峠カヘリ - 北イソ | - 北イソ阪 - 岩子 - 三阪 - 大山 - ヲテ谷 - 延命苅 - 大バナ - 川ノ上 - タモキ谷 - 川ノハタ - ヱノ谷 - シイノキ峠 - 川ノ下 - カンヲン田 - 高平ラ - 松バ尻 - 家ノ上 - 谷頭 - シイノ木林 - ニウバノ下 - 松原 - 川ノ向 - 家ノ谷 - イシノキ峠 - 松葉ノ尻 - 長尾 - 高山 |

## 長延
| - 岩鼻 - イサント - 平谷 - トヱダ - ヲクト - ハゲ - イノク - 大ヂガ田 - 山ノ上 - 松ヶ谷 - 牛飼場 - 大谷口 - クロケ谷 - 大瀧尻 - カキノ谷 - 梶岡 - 向地 - 家ノ向 - セイサツバ - ヲク - 三坂 - サコ - イモ子 - 鼻田 - 子ンケ谷 | - 前田 - 出口 - 登リ - バンド - 奥地 - ヨコ谷 - キビヨ - 大ヒラ - カミヤ - ダツイ - 丸山 - イケノタワ - ヱヂリ - 上地 - 向垣 - クロケ谷 - ハンミヨウ - 縄手 - 猿谷 - クワガイ - コナルビ - 堂ノ上 - 妙見 - 堂ノ下 - タイト田 | - 岩道 - ミヨガ谷 - 若トコ - ヲリト - 大ナル - 薮ノ谷 - 向垣 - ハチヤクボ - シイダ - カミヤ - キビヨ - 宮ノ上 - 地蔵谷 - 矢原 - 出合 - 堂ノ越 - 湯呑堂 - 平谷 - ノボリ - ミヨガ谷 - 若トコ - イノク - ハンミャウ - 子ンケ谷 - バンド | - ヲチガ谷 - 岡田 - カウラ谷 - サコ - カシヤ - 地蔵谷 - 舟津山 - 松ヶ谷 - 山ノ上 - ヲクト - クロガ谷 - 向垣 - カキノ谷 - 家ノ向 - カミヤ - キビヨ - 大ヒラ - タツイ - イケノタワ - 宮ノ上 - 丸山 - ビクニ谷 |

## 蒲入
| - イサント - ヘイ谷 - ハシツメ - 堂ノ下 - ナワテ - 山ノ上 - サル谷 - ハンミャウ - 宮ノ前 - カジヤヲカ - ヲク - ヨコ谷 - 寺ノ上 - マシマタン - 中ノ谷 - 水谷 - ツトケ谷 - シウワ谷 - シワ谷 - 田ノ下 - 西畑 - イヌモドシ - サル谷 - 大場 - ヲリ口 | - カツラ谷 - ヲリ口 - 頂上 - 宿ノ松 - ヒクニ谷 - ハアサカ - ホシ谷 - 下ハアサカ - 桑谷 - 柴谷 - ツクシケ谷 - ヨコジ - 立岩 - カマヤ清水原 - カマヤ大ヶ谷 - カマヤスヱケ谷 - カマヤ白石 - カマヤ糸ヲロシ - カマヤヲテ - ヨコシ - ツクシケタニ - シワタニ - 赤畑 - 田向 - 母阪 | - 田ノ向 - 西畠 - 中尾谷 - 寺尾谷 - ヤヘタ - コシサカ - 九僧崎 - 大ナル - 向ノ濱 - 大久保 - 真嶋谷 - 大谷 - タ向 - ヤヘタ - 中尾谷 - 寺尾 - コシサカ - イワバナ - ヤハラ - 宿ノ松 - ニウ上 - 大岡 - ムカイカキ - ヤバラ - 地蔵前 | - コヱクビ - 上ノ山 - 川ノ上 - 犬ヶ嵜 - 岩尾 - 水ヶ尻 - アキヤ - カマヤ - カマヤ白石 - 舟クコ山 - 水ケシリ - タ々リ山 - 奥桑谷 - テラヲクチ - 蒲入濱 - 西鼻 - ノヱス - 向ノ濱 - アゴバ - 瀧ノ水 - ツトケ谷 - 壱本松 - 寺ノ上 - タヽリ山 |

## 本坂
| - 岩鼻堰下 - ヲテ畑 - 岩鼻 - ナカセ - ホモ池谷 - コスワカ尾 - 尾テ山 - ホリコシ - ヤフノフチ - トノ尾 - カメ - 畑ノ谷 - スエフチ - ハサコ - イノキ - 上シ - 成田 - ナハテ - 宮添 - コモ池谷 - トノ尾下 - ヲシモ川上 - 川ノ坂 - 川ノ上 - 家ノ下川上 - シトウ - 家ノ成 - 林ノ下 - 墓ノ成 - 長者霞 - 仲ノ下 - 清水林 - 立畑 - アイシリ - クロユワ - ヒチリ - 石原 - ヲサクラ - コシヤ畑ケ - 小松尾 | - 畑ノ谷中 - 畑ノ谷下 - 畑ノ谷川上 - ハサコ川上 - ハサコ中 - ハサコ大田 - 成田上 - 成田下 - ナハテシムス田 - ナハテ川上 - 上シ上 - 上シ下 - 上シ苗代 - 上シ川上 - イノキ下 - イノキ宮添 - フチ尻 - イノキ上 - 宮添ノ上 - 上シ宮田 - 上シ宮ノ前 - 坂ノ上 - 家ノ上 - 家ノ下 - 地蔵カ尾 - カヤカ成 - トリコヘ - セヨカミ - セヨカミ大谷 - 石原下 - ヒチリ - シヤハメ - 尾谷林ノ下 - ホト谷口 - ヒトチマチ - 柳谷口 - トリコイ口 - ヨコミチ - ナメラカ谷 - 柳谷 | - 上シ中 - 宮ノ下 - フチシリ - 前田 - 向イ - 向イカラカラ - 忠ヶ原 - 奥ノ谷 - 小瀧 - 向イタキ - 向イ谷 - 向イ奥ノ谷口 - 向イ上 - 向イ下 - 向イ川上 - 前田川上 - 前田家下川上 - タキ - 向イ下切 - 向イ中切 - コサカ - タキノ谷 - カヤヤ成 - ホトタニ林ノ下 - ヒトチマチノ下 - 柳谷大平 - 石原 - 大トシ - 出合 - タンバショウ - クルスノ - 大段前田 - 大段家先 - 大段界川 - 大段家上 - 大段家ノ下 - 岩尾 - ユスリカ尾 - 宮田 - ホモ池谷 | - 下野 - 尾下 - トエフチ - 苗代 - キワラ - ヲクノ谷 - 池ノ成 - 大畑ケ - 大成坂 - センカミ - シヤクノ - ナカシ谷 - 大シモ - 尾畑ケ - コサガ下 - コサガ上 - コサガ中 - 下ノ下 - 下ノ大田 - 下ノ下内 - 下ノ上 - フチ尻 - 奥ノ谷 - 高尾 - シヤクノ - ナケシ尾 - 尾畑ケ - 尾成坂 - セヨカミ - ホトタニ - 柳木谷 - 地蔵ヶ谷 - シヤハメ - カメ - ナカセ - 薮ノマチ - アサミカ原 |

## 菅野
| - 正サカ - 瀧ノ口 - 岡田 - ツバ谷 - 柳田 - 家向 - 中田 - 鳥羽谷 - 家ノ向 - 鳥羽ノ谷 - 木戸 - 宮谷 - 小峠 - 家ノ上 - 平田 - 荒堀 - 二瀬川 - 堂ノ前 - ゴタガ坪 - 前田 - 家前 - 才森 - 家廻リ - ウシカミ - 城越 - 城山 - 見サ谷 - 松葉谷 - 清水 - シンケ尾 - 地ケ - 天神森 - ダン - 滝ノ上 - 滝口 - 天ヶ森 - 松葉 - 井々原 - ホンノ内 - ヲラバヤシ - 本谷 - 大平 - 堀坂 - ロクロ谷 - コハダ - 入道 - 道ノ下 - 家下 - 入道下 - コムイチ - 堀坂 - 道ノ上 - 入道上 - トビノス - 向垣 - クキ - キノコバ - クキ原 - ソラアサマチ - クヅレ - クヅレ峠 - ダンダガハナ - サカ原 - ムカイサガ - 地蔵田 - 向阪 - ハチガクゴ - クンダカハナ - 向柿 - ウシロ谷 - 六百 - 後ノ谷 - 中畑 - カイソウ - 菅ノ谷 - モヽノ木 - イカミガ谷 - カイゾウ - 大ヒラ - ダン - 椎ノ木原 - 椎ノ木 - カル谷 - 大神 - クゴナカ - カドノミソ - シユツ - ダンノ尾 - 下神 - シユス - キタガタニ - 枳根 - アゲシ - マツネ - 下谷 - 道ノ上 - シエダニ - シンシヤガダケ - ハリツケガ尾 | - 鉢ケクホ - 正サカヱ - 家廻リ - サコ - 家前 - 家廻リ道下 - 家上 - 家下 - 鉢ケクコ - 地蔵田 - 中尾 - 宮ノ後 - 鳥羽口 - 下川 - 鳥羽谷 - 入道谷 - 家廻リ道下 - 家廻リ - マツワラ - 山崎 - ツリサケ - 井出 - 子安 - 溝下 - コハサ - 大津谷 - コエクビ - スク柿 - サヽ原 - ホンノ内 - 仲尾 - スヾ柿 - エノウエ - タモノ木 - 宮ノ上 - カケタ川 - 大鍬 - 寺田 - ハサコ - 家上 - 堂ノ前 - 宮ノ谷 - 宮ノ前 - キト - ウシロ道 - 立畑 - 宮ノ谷 - フリヤカ - スケノ谷 - ゲンダイ - 門ノ奥 - スズカキ - 宮ノ上 - シウウゾ - スカノタニ - 奥ノ谷 - 宮上 - 八ヶ谷 - 家ノ上 - 中山谷 - 子コリ - 宮ノ上 - 上ノ山 - 上松 - マキ - 宮ノ谷 - ヤナクホ - 高梨谷 - ゼセンジヨ - マカリ - シヨウブガ谷 - 奥山 - 八東 - 立岩 - フナバ - アカ峠 - 松尾 - 柿谷 - 大谷 - イモガリ - 寺ヅガキ - ゴウラ - 白石 - キワダ - カマシガリ - 畑谷 - ヒダリソ - 下田 - ヲシネ田 - 宮ノ谷 - 宮ノ向 - ハアパカ尾 - 本谷の尾 - 流尾 - タンバジヨ - 北サガ原 - 三石原 - 高尾 - シヤクノ尾 | - 岩下 - 新谷 - トヨ口 - 家向 - 家ノ下 - 本田 - 廻リ田 - 松葉ヶ尾 - 寺田 - クヅレ川 - 下川 - 猪谷口 - 田中 - シナノ木 - ヲシヤガ坪 - ボケ - ムネンジ - ハンニヤカ - タンバジヨ - 中嶋 - 出合 - 折戸 - クロスノ - キカサカ原 - 三ツ石原 - 高尾 - シヤクノ尾 - イバラ - カケダ - 湯道 - 中ノ道 - 三ツ石 - 道下 - 長者 - 木原 - 石川原 - 猪原 - 猪原口 - 山ナイ - 山ナヘ - サタ畑 - カケダ - 椎木田 - 欠田 - 白船 - シイノキデン - スケモリ - 堂下 - 薬師前 - コシマエ - 稲木鼻 - 家下 - 家前 - 宮ノ下 - 草畑ケ - 菅谷 - 小坂 - トヲサキ - クサバタケ - スケ谷 - ホウノキ - ホウノ木ナル - 家向 - 大畑 - シマダ - タナダ - ヲシロ - 大ガリ - 大ガリ道上 - セド - シウヅ - 屋敷 - 谷田 - ヲヲバヤシ - 前田 - ヨコバタケ - ビクニ谷 - フタマタ - 三四郎 - 石ノ根 - 南谷 - 一ツ町 - 横畑ケ - バイヤ - 岩下 - イマケ坂 - ナカ尾 - ホウズ谷 - 池ノ原 - 池ノ谷 - ヨコヲ - カイソヲ尾 - コヤジ口 - 堪力蔵尾 - 細谷の尾 - 長尾 - 森上ケ - 一寸ボヲシ - 丸山 | - セン子ブ - シナノキ - 城山 - トビノス - 二瀬川 - 池ノ尻 - 橋詰 - コサカ - 溝五郎原 - 堂ノ上 - トチ中 - 猪谷 - シンガ原 - 向田 - アンロク - 家廻リ - 城山 - 堂山 - 中アセ - モツ長 - 滝ノ口 - 向地 - 宮ノ下 - サガリ - 越前 - 向川 - マガリ - ハサコ - スケモリ - マカリ - 六蔵 - 東ノ岡 - トリ縄手 - 松下 - 宮山 - 庄五郎谷 - 寺坂 - イガミヶ谷 - モリノ上 - 家ノ前 - 家向イ - 菅ノ谷 - 森ノ上 - 池田 - 川ノシリ - 家キシ - 清水 - 城山 - 寺ノ上 - ツクリ道 - 池田尾 - 大ナル - ナル - ハカンタン - コウロ - 水ノ原 - セト - 佛谷 - シ々谷 - 小三郎 - 池ナル - エノウエ - ヨコヲ - 坂 - 福之内坂 - イケノナル - 小田 - 川向 - 野間口 - スヘケ谷 - ドノス - ホヲソノヲ - ゲヘスケ - ヲカ - ズベガ谷 - スヘカ谷 - スヘケ谷 - ゲエスケ - ヲヲナル - 落山谷 - シソノタニ - 吉谷坂 - シリ谷 - 宮ノ谷 - 谷川 - 北谷 - 船場 - 五郎右衛門 - 道ノ上 - キワダ - 嶋田 - タイコガダケ - 亀ガナル - キカサカ原 - コヤジ口 - 地蔵ノ尾 - 畑谷ノ尾 - バイヤ尾 |

## 野村
| - 長瀬 - 長瀬道ノ下 - 岩鼻 - ワリタニ口カワラ - 菅ノ畑 - 長瀬道ノ上 - ナカセ - 森田敷 - 中座谷筋 - 中座谷坂ノ下 - 中座谷深ヶ町 - 中座谷落町 - 中座谷 - モリタシキ道ノ上 - モリタシキ道ノ下 - 下谷川原 - サノコケ谷 - 東川 - 長谷 - 坂ノ尻 - ナカタニタキ山ヒラ - 長谷野間田 - 長谷瀧山ヒラ - 長谷瀧山 - 長谷瀧坪 - 寺坂 - シイノキノ下 - 大モン - シルデン - 橋ノツメ - ツワキ原 - 椿川原 - ヨイトシ - ヨイトシ大町 - ヨイトシ川原 - タキダニ口 - ミヤガタニ - 丸山 - トヘヅメ - トヱツメ - ヤダイ - 霜ヶ原 - 寺田上 - 下川原 - 椿木谷 - キツンバ - セイリ町 - 清水口 - ヤスミ石 - ナケンチ口 - ヤイ町 - 下ヶ原 - 椿谷 - 峠 - 峠下 - 大峠 - シヨウブケ - 池田 - ワミ谷 - ワシタニ - 池田坂 - 中尾 - チケンヂ - 松山下 - タニ川 - 家ノキハ - サイシ川原 - 川原 - タニジリ - シノキノタニ - ヲウイシ - 四ツ町 - ゴゴダ - ヒルダ - 松山谷 - ゴンズガハナ - タニ山 - テラダ - 松山尻 - 谷山尻 - 谷山林下 - ハギワラ谷 - ハキワラ - 一ツ町 - 林ノ谷 - 池田 - ホソザコ - ショウブツヤシキ - コンズガハナ - ヒバラ - 松山ノ崎 - 松山谷 - 松山谷道ノ上 - 松山谷道ノ下 - ハカノウエ - タテ畑ケ - ヤブノ下 - ヤシキ - 松山ノ下 - 家ノキハ - モリ谷 - ノボリヲ - ヲイノムカエ - マツバサカ - イガミノタニ - インキヤウノタニ - イモノナル - シマ - トヨマチ - シマノヲウマチ - ナキナタ - イケノ上 - シマノ大畑ケ - 百マンブ - 天ノヲ - ヲカサキ - ナカタニ - ウメノキ - イエノセド - ジノサキ - シマノサカ - ミヤノ上 - シマノヲテ - ミヤノウエ - ヘイジ - 地蔵ノ下 - シマノサカ - サカ - ウシロノタニ - マエガタニ - イシハラ - 茶山 - ヒライシ - イエノセド - 向エノ下 - マツバノヲ - イエノ下 - タニヤシキ - イケノウエ - ベツトウ奥 - カミ川原 - ヒズリガヲ - 田坪谷 - タキツボ - コダ - 田キ坪ダニ - ハタケナカ - ヨノタニ - 丸坪 - ゼンガミ - ヨノ谷 - ヒルバ谷 - イズリバ - ヲカダ - スナゴダニ - ヨウツボ - ミコノタニ上 - ミコウノタニ - イワ子 - ヲクノタ - ハラタ - ハマ - ミチノ深田 - イヅリハ - ナメラ上 - ナメラ下 - タノヲク - 丸山 - デヤイ - デヤイオク - キツンバ - ヨコダニクチ - 丸タニ - ナガキ - 三軒屋フチ - ななん畑 - 下川原 - ヲノボリ - ヒヨタン町 - トウゲ - コトウゲ - スキノナル - マイゼガ坂 - ミヤノウエ - ミヤノ下 - イエノウエ - ヤブノヲテ - クルバヤシ - カタセ - 上カタセ - チヤウシロ - カイサマチ - ドウノタニ - ドウセン - ヲカド - マクチガ坂 - 大平 - マツバダ - ノボリタテ - スナシ - シヤウガナル - ヒガシ - 松ハダ - マエダ - コクゾウ - コクソウ - サイカチ - キリガコ - マエタノ向 - ヒイナ坂 - クロケ - 黒ケ道ノ下 - イワシタ - トウカン坂 - 大畑ケ - ハシガ谷 - ミヤクレ - ソブカミ - イカリ谷 - 荒堀谷 - 北野 - カサ山 - ハクゴ - シミズ - ハゲ - ホジヨレニ - 池ノ上 - 坂ノ谷 - 地蔵坂 - ヤシキ - ハキ谷 | - ドウセン谷 - 小谷 - 小谷口 - 長谷口 - 墨松ヶ谷 - 大下道下 - 大下道上 - 小谷奥 - 角田 - 大下 - 上ノ口 - 下谷川原 - 下ノ口 - ヲテ畑ケ - 畑ノ坂 - 前畑 - 野口 - 下谷 - 家ノ下 - ドウノウエ - 立道 - 家の尻 - 立道下 - ハサコ - 小屋畑ケ - ハサコ河原 - チケンヂ口 - セイリ町 - 空山 - 木積場 - イケシリ - エノサキ - エノ上 - エノキ - ヤシキ - エノ下 - 木積場道ノ上 - 向田 - 畑川 - 才方田上 - 地蔵ノ前 - 上舟場 - 才方田 - ヤクシノ下 - 谷頭 - 上清水 - 空稲本 - 川尻 - 下清水 - ヲトシ - 畑ノ谷 - 畑ノ谷奥 - 薦池坂 - 細川 - 細川橋爪 - 薦池坂ノ下 - 後ノ谷奥 - 後ノ谷川向 - 後ノ谷 - 坂ノ尻 - 墓ノ坂 - カラス谷 - カラス谷奥 - カラス谷道ノ上 - 松山ノ上 - タニカワ - タイモ - ミズヲトシ - ヲカノダ - ドウノキハ - ハタノマエミチ上 - ハタノマエ - フルハ - シミズ - ヲクジノ向 - スエノキハ - ハタノマエ家ノキハ - 奥地ノ向 - ズヱノタニ - ニシガシラ - ヤナギマチ - ヨコイリ - ウシノタニ - 柳町 - 中尾 - ヲシネ田 - メグリハラ - コヤガヒラ - 宮クレ - イケノナル - キヨタニ - 池ノ尻 - フジマキ - シゾガタニ - タナマチ - 下ハチゴ - 清ヶ谷 - ウエハチゴ - ウシノ谷 - テンギ畑ケ - ヲクシロガ谷 - ナハシロ - 水神ノ前 - 茶エン - ムラナカ - イエシタ - オカサキ - スラチカ - 家マツ - ホトコロ - ホトコロミチノ上 - 水口ノ上 - 水口谷 - 大畑ケ - 水口ノ上大畑ケ - ニシハタ - ヲテボトコマ - 上コハ - ジヤツチ - 池ノ窪 - 前ノクボ - タモノ木原 - 相山 - 大ノボリヲ - 大谷口 - イカリダニ - イリ畑ヶ谷 - ヲウタニ - マイノクボ - シンナシタニ - ウマノタニ - アラボリノタニ - シミズガキ - 口ヲロシ - ハタクチ - ウツリダニ - ハタタチ - キタノ - 地ヤツチ - 家ノ向 - 嵯峨畑 - ワサ田 - 家ノ下モ - 寺田 - 打越 - 糀屋田 - メケ田 - 墓ノ前 - 井屋舗 - 前田 - ツハキ山 - 向掛 - 国吉 - イガミ谷 - 堂ノ上 - メゲタ - チブクワラ - 家ノ木ノ下 - 大成坂 - 大成 - 西田 - 大成道ノ上 - 大清水 - ミヤノ苗 - ミヤノウエ - 茂手ヤシキ - 松ナワテ - 榎木返リ - 小女郎田 - 岩下 - ヲヽクゴ - アゲシ - 朱丹クゴ - 林ノ上 - 水力谷口 - エノ後口 - ワキ田 - イガシヤシキ - テンノウエ谷 - アンノウエ - コヤマガヲ - ヲクジ - ヲクゴロケ - 上ヲクジ - タキワケ - シヤウガ - サカノ向 - タキワキ - イノクグチ - ナカジマ - ヲカダ - カツラガタニ - ホウノキダニ - ヲクジノ谷 - テンノタニ - ナル - ナガマチノ下 - 向畑 - ムカエバタ - スエノカワラ - イノクグチ - シイノキノ下 - ナカマチノ下 - ツキノコサカ - ナカヲサカ - 長町下 - マツハラ - キツタニ谷 - キマガタニ - キツタニ - ヒキヤタニ - クマノハラ - ドノス口 - ドウノス - ナカガワラ - ヨコ谷 - 別当 - サイノ神 - スゲノ谷 - 大トウゲ - 下坪 - コミバタケ - 下川原 - 井屋敷 - イカミノ谷 - ニその山 - ヲヽヤイ - 西紀ノ上 - 畑ケ中 - セ子神 - ミコウ | - 家ノ前 - 家ノ上 - エノヲク - 横地 - エノマヘ - エノマエ - 下墓 - 池ノ上 - エノシモ - デクチ - エノカミ - エノエマ - エノシタ - エノウエ - 蔵屋敷 - エノウシロ - ヲカシ - 宮ノ上 - 宮ノ下 - 宮下川原 - 川成 - ヲカジ - 大道 - エノシリ - ハシヅメ - 地蔵下 - カラス谷道ノ下 - 家ノ上 - ヤクシ谷 - 向田道ノ上 - ヤクシノ上 - 辻堂 - ヤクシカミ - 大モチ田 - 朴尾ノ下モ - エノマエ - エノ上 - 隠尾屋敷 - 家ノ下モ - 上中田 - 下中田 - 舟場 - 椿 - 丸山 - オトリバ - 堂ノ奥 - 袋谷口 - 袋谷 - サガノシリ - サガノシリ奥 - ヲエダ - シノキノタニ - ナカヲサ - ミヤダ - ナカヲサノヲク - キノキ畑ケ - タジ - タニジ - タニジ川原 - 家ノ向 - 家ノ下川原 - 地蔵ノ下 - 東ノ向 - 向長町 - ヨコイリ - ヲブクノ - ツンノリ - 川ジリ - ツンノリ道ノ下 - 大畑ケ - ムコウノサキ - ミセノ下 - ミセノマエ - イナキバ - モリノ谷 - 丸山 - フルヤシキ - ミセノ下 - チンシヤウ - フルハ - アンノ上 - ホソザコ - フダノヲ - ハキハラサカ - サカト - シン子ボ - タテバタケ - ベニガキ - ジノシ - イケダ - ヲヤマギ - モリノタニ - ナルハタケ - ヲヤマキ坂 - タテハタケ - ヲヤマギ - コウジガキ - ハヤシカシラ - ヲウハヤシ - ハカノタニ - ヲクノ上 - イケノ上 - 丸岡上地 - シヤノ子キ - マエダ - シロヤ - トヲリアゼ - コウクボ - ニシナ - イワガハナ - 向ケタニ - フケ - ヤシキ - ヒラタ - ジゾウ坂 - ナカジマ - ワサダ - ウシロ山 - サカノタニ - ハギノタニ - サヲノテ - イリジ - トウサキ - エノ上 - エンジノウエ - ユキワラ - ナカダ - ハゲ - エノ子キ - エノ下 - ホジヤウテン - ヲリト - タテミチ - ヤシキマチ - ソラガミ - カサダニ - 地蔵ノ下 - 地蔵ノ上 - カンノウヤシキ - ヨセヤシキ - マキノ - アゲシ - アケシノ - フルヤシキ - 石原 - ウルシノ木原 - ヲウギ - 桃木上 - 大町平 - 家ノヒイナキ - ヒイナキ - ヲウギ - ワルヤシキ - フルヤシキ - 小女郎谷 - ナカシマ - コフラフチ - 芓ヤシキ - 小女郎 - サルハシ - 宮田 - スケサカ - 小段坂 - 小段 - ヒヤケ田 - 中尾 - アクコヤマ - シナノ木ノ鼻 - 口大鼻ケ - 井根奥 - 大鼻ケ - 四町田 - 家ノ向 - 家ノ下川原 - 栢木 - 池田 - サ々ヶ成 - ヒノ木尾 - ワサダ - タノマエ - ナルサカ - ズエノ川原 - コンタガダニ - ナカヲジ - ハナサカ - カミジ - ドウノムカエ - タカヲ - タカヲ谷 - アシタニサカ - トウノ上 - トウノ下 - カタセノハナ - カタセ - 中ノヲサ - ハシガタニ口 - ハシガタニ - 岩リ谷 - カケ - 二ツ谷 - ヲウイシ - ムカエダ - ムカエダミチ下 - フタツダニ - カメノ幸 - ホバシラダニ - シヤバタケ - フタツ谷 - 池ノ尻 - タトウ田 - イケダ - イケシリ - シロシテ - フルツンド - フケ - ナメラガタニ - 横入 - 平々亦田 - 横入道ノ上 - 大坂南ビラ - シヤクノ尾北下 - 杉尾 - 高スケ尾 - 水ガ谷 - ハヘドコ - 林ノ上 - マキノ尾 - クニヨシ - 長畑ケ - ヒンボウ山 - タカヅメ | - カツラガ谷 - 地蔵前 - キセ下 - ドウノウエ - 上堂 - 口クラノ下 - ナカミチ - カワラ - 宮ノ向 - 宮ノ上道ノ下 - ミヤノ道下 - ミヤノカミ - キソガタニ - ナルダ - ナルダ大町 - ナルダ下町 - ナルダ坂 - タキダニ - クセント - キソガタニ - ムカエダ - 小向 - ショウブマチ - 松ガ下 - 深田 - ヲニノカワラ - ドウノヲク - ダイシコ - 地蔵ノキ - 東谷 - スカ谷 - 家ノキワ - ハソクジロウ - タバタノチカ - タバタノ - フケノマチ - ヲクシ - マコダ - 家ノ前 - 宮ノ前 - 石原坂 - 石原 - ブンゴウダ - ヲカバタケ - 家ノ上ミ - 谷畑 - ヲクジノ上 - ヲツカケ - コヤガヒラ - コウラズヲ - 地道 - 地道川向 - ヲクジノ下 - 岡ノ下 - ハタノマエ - ハタノマエカワラ - ハタノマエノ下 - ハタノマエ川原 - 家ノ下川原 - ヲクジノ向 - タカカゼ - ドウダ - 大坪 - サイシ川原 - 竹ノフチ - 大林 - 山ノ神 - 山ノ神坂 - 山ノ神ヨコ - シテノ上 - 山ノ神下 - ババ - 林ガシラ - ハチカクゴ - ヲヤマギ - ヲヤマギ坂 - ジノシ - ハシガタニ - ハラダ - タキツボ - シンデン - ハタノタニ - 向ヱ山 - ホウキサカ - タケヤシキ - 丈尺 - ミヤサカ - ミヤノモト - 宮ノ上 - ハラダイネノ下 - マツバサカ - ヘイヲ奥 - ヘイヲ - ソリ - ソリウヱ - ソリカミ - シンガクボ - ガマダニ - ミズツボ - ソナハタ - マタニ - ハナハタ - シロミチ - チヤガタニ - タニガシラ - チヤケ谷 - ニシジ - エノヲテ - ハシモト - ミナカハ - タテシチ - ヲリト - ニシノタニ - カド - 西シ上 - ヨコミチ - カワラ - 下ノ坪 - エノサキ - エノ下 - ヨツマチ - 松原坂 - 松原 - カツラガハラ - ミヤノヲ - ドウノマエ - 久助ノ上 - エノサキ上 - 徳右衛門ノ上 - 徳右衛門ノ下 - ヲウダンジ - 宮の向 - スゲノタニ - タイク畑ケ - サイノカミ - 小峠 - スゲノタニ下 - サイノカミ - スゲノタニヲク - ベツトウ道下 - ベツトウ向 - サカジリ - ツバキヤマ - 三軒屋フチ - ミゾノ下 - モクノ上 - 上段地原 - 下段地原 - 家ノヲクタニ - 家ノ上ミチノ下 - 林ノ谷 - ミゾノ上 - 小神ヶ谷 - ガダ上 - ガダヲリ - ガダ下 - ガダ - ガダ道上 - ガダ道下 - 下ガダ - ヲテ山川向 - ヲテ山 - 横谷 - 丸山下 - 下ガダ向イ - ヲテ山河原 - ヲテ山坂 - ヲテ山ウエ - 上ヲテ - コスゲワラ - 上ヲテ坂 - マトリ山 - バンジカタン - 松ノ下 - クロブク田 - 丸山ノ下 - アラトタニ - 寺領スカケ - 田坪スカケ - フケイ - ハチガコ - トク田 - タカノスダニ - ハチガコサカ - クサカリバ - コヤガ谷 - コヤガ谷奥 - カマガタニ - コヤガ谷口 - アラバタケ - シイノキ - ノグチ - 本坂子ノ下 - 本坂子尻 - 本坂畑ノ谷 - 本坂前田 - 上長瀬 - 松尾 - 長谷 - 小谷 - 家ノカミ - 袋谷 - 野口 - 向田 - 堂ノ奥 - 岩ヶ鼻 - カラス谷 - カラス谷奥西ヒラ - ハギワラ - 家ノ向 - カラス谷奥 - 家ノ向道ノ下 - 家ノ向道ノ上 - フジマキ - ハチゴ - ババ - サカド - 北山ガ尾 - 舟越 - タイコ山 - 大溝ノ上 - ガタノヒラ - 杉ノチル - イガミ谷 - ヤブノ尾 - 一ワタ尾 - ドウノス - 高尾 - 大バヘ - 大バエ - ワリタニノヒラ |